# 特布信
特布信（1925年3月17日—2010年5月28日），全名特布信敖其尔，男，蒙古族，内蒙古自治区科尔沁右翼前旗人，中国蒙古学家，曾任内蒙古大学校长，中国史学会理事。